# Twenterand
Twenterand (anhörenⓘ) ist eine Gemeinde in den Niederlanden, Provinz Overijssel. Ihre Gesamtfläche beträgt 118,1 km². Sie hatte am 1. Januar 2025 nach Angaben des Centraal Bureau voor de Statistiek 34.115 Einwohner.

## Orte
Zur Gemeinde gehören die Orte Vriezenveen als Sitz der Gemeindeverwaltung, Den Ham, Vroomshoop, Bruinehaar, Geerdijk und Westerhaar-Vriezenveensewijk.

## Lage und Wirtschaft
Die Gemeinde liegt nördlich von Almelo in einem Moorgebiet.
Sie wird von der Eisenbahnstrecke Mariënberg-Almelo mit mehreren Haltestellen durchquert. Almelo und Nijverdal sind nahegelegene Zentren. In der Gemeinde leben viele Landwirte und Pendler, die in Almelo arbeiten. Weiter haben alle Dörfer ein Gewerbegebiet mit einigen Dutzend kleiner Industrie- und Handelsbetrieben.

## Geschichte
Den Ham entstand im Mittelalter an dem Handelsweg Almelo-Ommen. Es war im 17. Jahrhundert wegen seiner vielen Herbergen bekannt. Den Ham ist ein traditionelles Bauerndorf geblieben.
Vriezenveen entstand im Mittelalter, als der Herr von Schloss Almelo seine hier gelegene Ländereien von Friesen besiedeln ließ. Sie legten Hochmoor trocken, um Torf abzubauen. Dieses Gewerbe bestimmte die Wirtschaft der Gegend bis etwa 1925. Für die Einwohner war mit dem Torf nur wenig zu verdienen.
Viele begannen ab etwa 1700 ein Dasein als Hausierer mit Textilien, Schnürsenkeln, Tabak usw., zunächst nur in der Region und in Niedersachsen.
Daraus entstand auch ein Handel mit Sankt Petersburg in Russland. Mit Karren reisten die „Rusluie“ (Russenleute) in drei Wochen über Berlin und Königsberg in Ostpreußen dorthin. Schon bald gründeten Vriezenveener Händler Firmen in dieser Stadt und erfreuten sich sogar der Kundschaft des Zaren und dessen Hofhaltung. Die Händler hatten in Sankt Petersburg eine eigene Kirche, in der im Vriezenveener Dialekt gepredigt wurde. Einige Vriezenveener Händler besaßen dort sogar eine Villa. Um 1890 ging der Handel zurück, und mit der Oktoberrevolution von 1917 war diese Epoche vorüber: Alle Vriezenveener kehrten in ihr Dorf zurück.
Im 19. und frühen 20. Jahrhundert entstanden die Moorkolonien Vroomshoop (um 1860, nach der Anlegung eines Kanals), Westerhaar, Geerdijk u. a. Nachdem der gesamte Torf gestochen war, wurde das Land als Ackerland genutzt. Die meisten Einwohner leben seitdem von der Landwirtschaft.
Am 1. Juni 2002 wurde die Gemeinde Vriezenveen in Twenterand umbenannt.

## Politik
Bei der Kommunalwahl 2002 konnte sich die Lokalpartei GemeenteBelangen Twenterand durchsetzen und die Wahl mit 37,25 Prozent gewinnen.

### Gemeinderat
Der Gemeinderat von Twenterand setzt sich seit der Gründung wie folgt zusammen:
| Partei                      | Sitze | Sitze | Sitze | Sitze | Sitze | Sitze |
| Partei                      | 2000  | 2006  | 2010  | 2014  | 2018  | 2022  |
| --------------------------- | ----- | ----- | ----- | ----- | ----- | ----- |
| GemeenteBelangen Twenterand | –     | 2     | 7     | 7     | 12    | 10    |
| CDA                         | 11    | 9     | 7     | 7     | 4     | 4     |
| ChristenUnie                | 4     | 3     | 4     | 4     | 3     | 3     |
| SGP                         | 1     | 1     | 1     | 2     | 1     | 2     |
| PVV                         | –     | –     | –     | –     | 1     | 2     |
| PvdA                        | 4     | 5     | 3     | 1     | 1     | 1     |
| GroenLinks                  | –     | –     | –     | 0     | 1     | 1     |
| VVD                         | 1     | 2     | 1     | 1     | 1     | 1     |
| Lokaal Twenterand a         | 2     | 2     | –     | –     | –     | –     |
| D66                         | –     | –     | –     | 1     | 0     | –     |
| TROTS                       | –     | –     | 0     | –     | –     | –     |
| Hart voor Twenterand        | –     | 1     | –     | –     | –     | –     |
| Gesamt                      | 23    | 23    | 23    | 23    | 23    | 23    |

Anmerkungen

## Sehenswürdigkeiten
Den Ham hat eine sehenswerte Dorfkirche mit einem sehr alten Turm.
In Vriezenveen gibt es ein kleines Museum (Oud Vriezenveen) mit Exponaten und Fotos unter anderem über die „Rusluie“ und den eigenartigen Dialekt des Dorfes. Das Freilichtmuseum (Veenmuseum) erinnert an die Torfgewinnung.
Ein Rest des alten Hochmoores „Engbertsdijksvenen“ ist noch als Naturreservat erhalten geblieben. Es kann ab und zu mit einem Naturführer besucht werden.

## Persönlichkeiten
- Marloes de Boer (* 1982 in Den Ham), Fußball-Nationalspielerin